# Sarah Roemer
Sarah Roemer, född 28 augusti 1984 i San Diego i Kalifornien, är en amerikansk skådespelare och fotomodell. Hon är säkerligen mest känd för sina roller i Disturbia och The Event.
Hon är gift med skådespelaren Chad Michael Murray sedan 2015 och tillsammans har de två barn.

## Filmografi
- 2006 – The Grudge 2
- 2007 – Disturbia
- 2008 – Asylum
- 2009 – Fired Up
- 2009 – Hachiko - En vän för livet
- 2010 – Locked In
- 2010 – Waking Madison
- 2011 – The Event